# Рафаель Персонас
Рафаель Персонас (фр. Raphaël Personnaz; нар. 28 липня 1981, Париж, Франція) — французький актор.

## Біографія
Рафаель Персонас народився 28 липня 1981 року в XIII окрузі Парижа. Його батько був дизайнером меблів, мати — перекладачем сучасних грецьких поетів. Навчався в консерваторії XX-му окрузі Парижа. Акторську кар'єру починав в театрі.
Рафаель Персонас дебютував в кіно в 9-ти річному віці роллю в малопопулярному серіалі Седріка Кондорсе «Нестор Бурма» (1991). Першу роль у великому кіно Персонас зіграв у стрічці «Роман Лулу» П'єра-Олів'є Скотто (2001). Після цього він отримав головну роль в телевізійному фільмі «Чоловік у будинку» (Un homme à la maison).
Протягом тривалого часу в кінокар'єрі Рафаеля Персонаса переважали ролі другого плану, проте він багато працював телебаченні, що принесло йому популярність. Поступово актор домагається популярності в кіно, у таких фільмах як «Тиждень» (2003), «Перший заз, коли мені було 20» (2004), «Винен Фідель» (2006).
У 2010 році Бертран Таверньє запропонував Персонасу роль герцога Анжуйського у своєму фільмі «Принцеса де Монпансьє» (2010). Ця роль стала однією з найважливіших в усій кар'єрі актора та принесла йому неабияку популярність та номінацію на премію Сезар. У 2013 році Таверьнє зняв Персонаса в одній з головних ролей у своєму наступному фільмі «Набережна Орсе», за яку актор отримав Премію «Люм'єр» як найперспективніший молодий актор.
У 2013 році актор був удостоєний Приза Патріка Девара.
У 2015 році Рафаель Персонас входив до складу журі 29-го Кінофестивалю у Кабурі під головуванням Жульєт Бінош. Восени того ж року він був членом журі (голова Олів'є Гурме) Кінофестивалю франкомовного кіно в Намюрі.

## Фільмографія (вибіркова)
| Рік       |    | Українська назва                                      | Оригінальна назва                                            | Роль                |
| --------- | -- | ----------------------------------------------------- | ------------------------------------------------------------ | ------------------- |
| 1991—2003 | с  | Нестор Бурма                                          | Nestor Burma                                                 | Седрік Кондорсе     |
| 1998      | ф  | Крамниця Луї-антиквара                                | Louis la brocante                                            | Гійом Костеллі      |
| 2001      | тф | Її мати, шлюха                                        | Sa mère, la pute                                             |                     |
| 2001      | ф  | Мальро, ви мене дивуєте!                              | Malraux, tu m'étonnes!                                       | Ален Марло          |
| 2001      | ф  | Закохана жінка                                        | Une femme amoureuse                                          | Тома                |
| 2001      | ф  | Роман Лулу                                            | Le roman de Lulu                                             | Крістоф             |
| 2002      | тф |                                                       | Une maison dans la tempête                                   | Луї                 |
| 2002      | ф  | Власники                                              | Mille millièmes                                              | Дені                |
| 2002      | тф | Інша жінка                                            | Une autre femme                                              | Жульєн              |
| 2003      | тф | Неминуча небезпека                                    | Péril imminent                                               | Лоран Еркур         |
| 2003      | тф | Завтра належить нам                                   | Demain nous appartient                                       | Марк                |
| 2003      | ф  | Тиждень                                               | À la petite semaine                                          | Жан-Г'ю, Тоні       |
| 2003      | тф | Друга правда                                          | La deuxième vérité                                           | Матіас Лакруа       |
| 2004      | ф  | Перший раз, коли мені було 20                         | La première fois que j'ai eu 20 ans                          | Луї                 |
| 2004—2007 | с  | Елоді Брідфорд                                        | Élodie Bradford                                              | Арно                |
| 2004      | тф | Коли настає приплив                                   | Quand la mer se retire                                       | Жак                 |
| 2005      | ф  | Не зарікайся                                          | Il ne faut jurer... de rien!                                 | Жан-Гійом           |
| 2005      | ф  | Ремонт                                                | Travaux, on sait quand ça commence...                        | перший пожежник     |
| 2006      | ф  | Винен Фідель                                          | La faute à Fidel!                                            | Матьє, наречений    |
| 2007      | с  | Клан Паск'є                                           | Le clan Pasquier                                             | Жозеф               |
| 2008      | тф | Шарлотта Корде                                        | Charlotte Corday                                             | Каміль Демулен      |
| 2009—2010 | с  | Століття Мопассана. Повісті і оповідання XIX століття | Au siècle de Maupassant: Contes et nouvelles du XIXème si... | Теодор де Соммерв'є |
| 2009      | ф  | Рожеве і чорне                                        | Rose et noir                                                 | Обамо               |
| 2009      | тф | Неймовірні пригоди людини-сплаву                      | Les incroyables aventures de Fusion Man                      | Ден                 |
| 2010      | ф  | Кохання з ризиком для життя                           | La chance de ma vie                                          | Мартін Дюпон        |
| 2010      | ф  | Принцеса де Монпансьє                                 | La princesse de Montpensier                                  | герцог Анжуйський   |
| 2010      | тф | Жорж і Франчетта                                      | George et Fanchette                                          | Моріс               |
| 2010      | ф  | Гості мого батька                                     | Les invités de mon père                                      | Картер              |
| 2011      | ф  | Загін особливого призначення                          | Forces spéciales                                             | Еліас               |
| 2012      | ф  | После                                                 | After                                                        | Гійом               |
| 2012      | ф  | Стратегія – коляска                                   | La stratégie de la poussette                                 | Томас Платц         |
| 2012      | ф  | Три світи                                             | Trois mondes                                                 | Ел                  |
| 2012      | ф  | Анна Кареніна                                         | Anna Karenina                                                | Олександр Вронський |
| 2013      | ф  | Маріус                                                | Marius                                                       | Маріус              |
| 2013      | ф  | Фанні                                                 | Fanny                                                        | Маріус              |
| 2013      | ф  | Ограм на щастя                                        | Au bonheur des ogres                                         | Benjamin            |
| 2013      | ф  | Набережна Орсе                                        | Quai d'Orsay                                                 | Артур Вламінк       |
| 2013      | ф  | Мистецтво або Любов                                   | Art or Love                                                  | Марк                |
| 2014      | ф  | Я жінка                                               | Je suis femme                                                |                     |
| 2014      | ф  | Час визнань                                           | Le temps des aveux                                           | Бізо                |
| 2014      | ф  | Нова подружка                                         | Une nouvelle amie                                            | Жиль                |
| 2015      | ф  | Справа СК1                                            | L'Affaire SK1                                                | Франк Мань (Шарлі)  |
| 2016      | ф  | У лісах Сибіру                                        | Dans les forêts de Sibérie                                   | Тедді               |

## Визнання
| Рік             | Категорія                | Фільм                 | Результат |  |
| --------------- | ------------------------ | --------------------- | --------- |  |
| Премія «Сезар»  |                          |                       |           |  |
| 2011            | Найперспективніший актор | Принцеса де Монпансьє | Номінація |  |
|                 |                          |                       |           |  |
| 2013            | Приз Патріка Девара      | Приз Патріка Девара   | Перемога  |  |
| Премія «Люм'єр» |                          |                       |           |  |
| 2014            | Найкращий молодий актор  | Набережна Орсе        | Перемога  |  |